# David Criekemans
David Criekemans (Antwerpen, 1974) is een Belgische politicoloog, gespecialiseerd in geopolitiek en internationale betrekkingen.

## Opleiding
Criekemans behaalde zijn licentiaat Internationale Politiek aan de UIA in 1996, in 1997 behaalde hij een European Master of Public Administration aan de KU Leuven. Vervolgens verdedigde Criekemans in 2005 zijn doctoraat aan de Universiteit Antwerpen omtrent de intellectuele geschiedenis van de geopolitiek (1890-2005) en haar relatie tot de theorie van de Internationale Betrekkingen. Het manuscript werd gepubliceerd onder de titel Geopolitiek, geografisch geweten van de buitenlandse politiek?.

## Loopbaan
Heden is Criekemans hoofddocent Internationale Politiek aan de Universiteit Antwerpen, docent Internationale Politiek en Internationale Veiligheid aan het University College Roosevelt en senior lecturer Geopolitics aan het Geneva Institute of Geopolitical Studies (GIGS). Daarnaast is hij ook visiting professor aan Ramon Lull University te Barcelona, alsook aan het Latin American and Caribbean Institute of Geopolitical Studies (LACIGS) op Curaçao. Sinds 2020 is hij tevens gastprofessor Global Politics and Diplomacy aan de KU Leuven.
In 2005 was David Criekemans medeoprichter van de jaarlijkse internationale zomerschool 'Geopolitics' in Genève, die jaarlijks in juli georganiseerd wordt door het Geneva Institute of Geopolitical Studies (GIGS).
Sinds februari 2019 is hij Senior Associate Fellow bij Egmont, het Belgische Koninklijke Instituut voor Internationale Betrekkingen, geassocieerd met de Belgische federale overheidsdienst Buitenlandse Zaken. Voorheen doceerde hij geopolitiek aan de Koninklijke Militaire School (KMS) te Brussel (2007-2011), Regional Integration aan de Katholieke Universiteit Brussel (2006-2007) en een module 'Geopolitics and the Geopolitics of Energy' aan Jacobs University Bremen in Duitsland (december 2011-januari 2012).
David Criekemans is tevens redacteur van de boekenreeks 'Geopolitics and International Relations' bij Brill Academic Publishers (Leiden/Boston).
Criekemans fungeert in Vlaamse media vaak als commentator over actuele internationale politiek en geopolitieke vraagstukken. Opiniestukken van zijn hand verschijnen regelmatig in het weekblad Knack en zakenkrant De Tijd.

## Publicaties
- David Criekemans, Geopolitiek. Geografisch geweten van de buitenlandse politiek?, Uitgeverij Garant, 848 p. (2007)
- David Criekemans (ed.), Regional Sub-State Diplomacy Today, Martinus Nijhoff Publishers, 210 p. (2010)
- David Criekemans, Geopolitieke kanttekeningen 2011-2018, en daarna. Een wereld in volle geopolitieke transitie, Uitgeverij Gompel & Svacina, 304 p. (2018)
- David Criekemans (ed.), Geopolitics and International Relations. Grounding World Politics Anew, Brill Academic Publishers, 357 p. (2022)

- Library of Congress Control Number: n2008020450
- Nationale Bibliotheek van Israël: 987007325564305171
- Système universitaire de documentation: 146142241
- Virtual International Authority File: 9315758